# Pachycephalosaurus
Pachycephalosaurus ist eine Gattung der Vogelbeckensaurier (Ornithischia) aus der Gruppe der Pachycephalosauria. Er ist der Namensgeber und größte bekannte Vertreter dieser Dinosauriergruppe.

## Merkmale
Bislang ist von Pachycephalosaurus nur der Schädel bekannt. Charakteristisch war wie bei allen Pachycephalosauriern das stark verdickte Schädeldach, das aus dem Stirnbein (Frontale) und dem Scheitelbein (Parietale) gebildet wurde. Es war kuppelartig aufgewölbt und bis zu 25 Zentimeter dick. Seitlich und hinten auf dem Schädel befanden sich knöcherne Höcker, auch das Nasenbein wies einige nach oben ragende höckerartige Auswüchse auf. Die Zähne waren – soweit bekannt – sehr klein und wiesen dreieckige, leicht gezackte Kronen auf. Möglicherweise besaß Pachycephalosaurus wie andere Pachycephalosaurier unterschiedliche Zahntypen.
Der übrige Körperbau dieses Dinosauriers ist nicht bekannt. Vermutlich bewegte er sich wie die anderen Pachycephalosaurier biped (auf den verlängerten Hinterbeinen) fort. Gregory S. Paul schätzte ihn im Jahr 2010 auf 4,5 Meter Länge und ein Gewicht von 450 Kilogramm.

## Paläobiologie
Der Bau der Zähne lässt auf eine vorwiegend pflanzliche Ernährung schließen, möglicherweise ergänzt durch Insekten. Meistdiskutierte Frage der Paläobiologie von Pachycephalosaurus ist wohl die Funktion des verdickten Schädeldaches. Seit den 1950er-Jahren ist die These populär, diese seien für Rammstöße – etwa bei Kämpfen um das Paarungsvorrecht – verwendet worden, ähnlich wie bei den heutigen Dickhornschafen. Andere Meinungen besagen, diese Tiere hätten damit Stöße auf die Flanken des Gegners durchgeführt oder die auffälligen Schädelstrukturen seien nur zur Zurschaustellung oder zur Identifikation verwendet worden. Näheres dazu siehe bei Funktion des Schädeldachs bei den Pachycephalosauria.

## Entdeckung und Benennung
Fossile Überreste von Pachycephalosaurus wurden in Wyoming, South Dakota und Montana in den USA gefunden. Neben einem fast vollständigen Schädel sind auch einige isolierte Schädeldächer bekannt. Zunächst wurden die Funde 1931 von Charles W. Gilmore in die Gattung Troodon eingeordnet. Erst 1943 erkannten Barnum Brown und Erich Schlaikjer, dass es sich dabei um eine neue Gattung handelte, für die sie den Namen Pachycephalosaurus prägten.
Der Name leitet sich von den Wörtern pachys (=„dick“), kephale (=„Kopf“) und saurus (=„Echse“) ab. Sämtliche Funde werden auf die Oberkreide (spätes Maastrichtium) vor ca. 69 bis 66 Millionen Jahren datiert, damit zählt Pachycephalosaurus zu den jüngsten bekannten Dinosauriern.

## Systematik

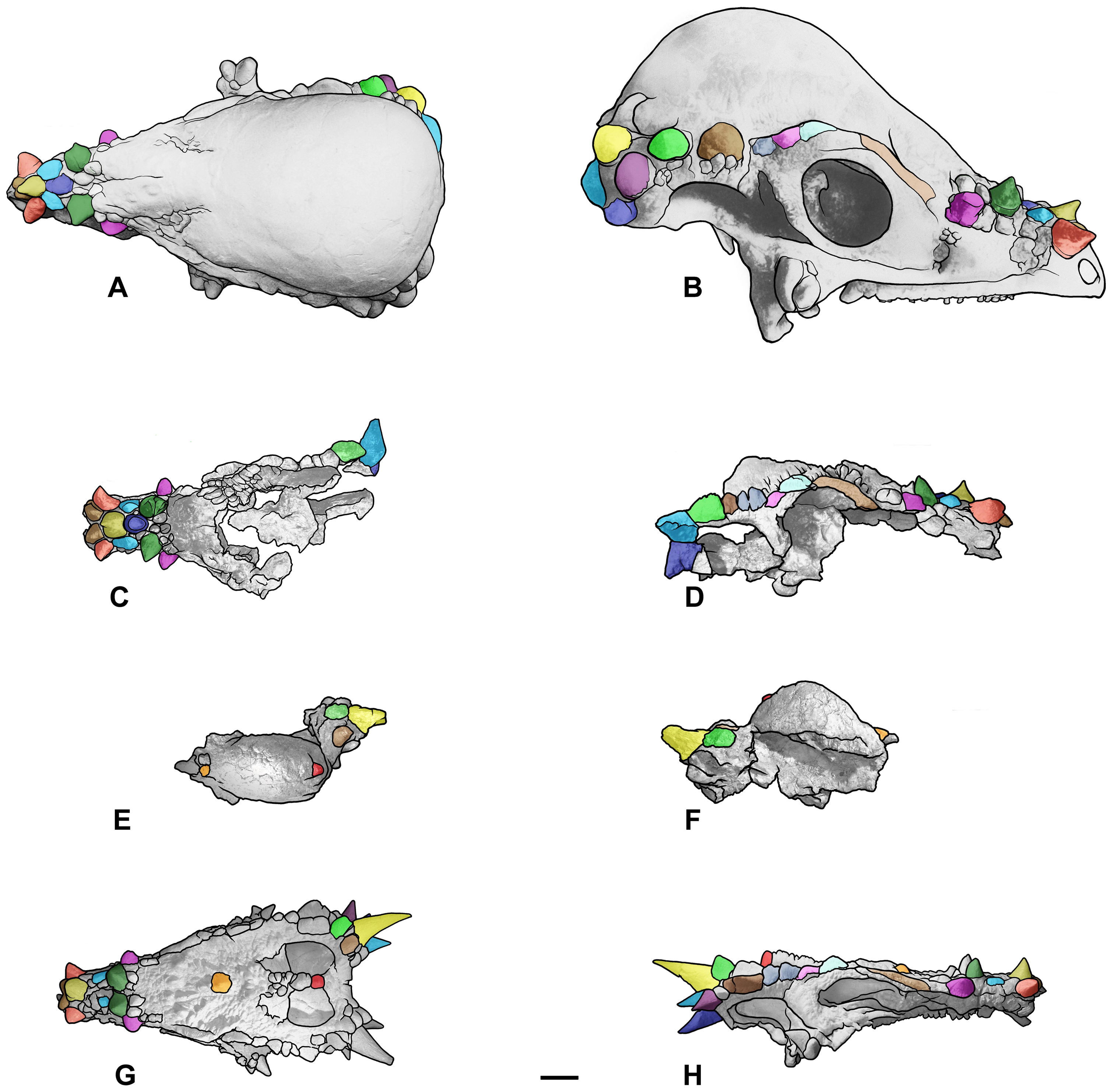
A u. B: Schädel eines adulten Pachycephalosaurus,
E u. F: fragmentarischer Schädel von Stygimoloch
G u. H: Schädel von Dracorex, das jüngste Stadium.

Heute wird mit P. wyomingensis nur eine Art in der Gattung Pachycephalosaurus anerkannt. Brown und Schlaikjer hatten noch zwei weitere Arten, P. grangeri und P. reinheimeri, beschrieben. Auch die bereits 1872 von Joseph Leidy anhand eines Schuppenbeins beschriebene Gattung Tylosteus gilt heute als Synonym von Pachycephalosaurus.
Die systematische Stellung innerhalb der Pachycephalosauria ist nicht restlos geklärt. Traditionell wurde Pachycephalosaurus der Gruppe mit kuppelförmigem Schädel („Pachycephalosauridae“) zugeordnet, seit der Entdeckung des flachköpfigen, aber möglicherweise eng mit Pachycephalosaurus verwandtem Dracorex ist diese Sichtweise ins Wanken geraten. Nach Meinung von R. Sullivan bildet Pachycephalosaurus zusammen mit Dracorex und Stygimoloch eine Gruppe eng verwandter Dinosaurier, die Pachycephalosaurini. John Horner und Mark Goodwin nehmen an, dass Dracorex und Stygimoloch jüngere Wachstumsstadien von Pachycephalosaurus darstellen und weisen für die Gattung eine extreme Änderung der Schädelform im Laufe des Wachstums nach.